# Grieskirchen
Grieskirchen település Ausztriában, Felső-Ausztria tartományban, a Grieskircheni járásban, területe 11,72 km².

## Fekvése
Tengerszint feletti magassága 335 méter. Grieskirchen Tollet, Pollham, Bad Schallerbach, Schlüßlberg, Gallspach és Sankt Georgen bei Grieskirchen településekkel határos.

## Népesség
Lakosainak száma 5002 fő (2018. január 1.).